# Masarykovo náměstí (Nový Jičín)
Masarykovo náměstí (německy Masaryk-Platz) je náměstí ve městě Nový Jičín. Pojmenováno je podle prvního československého prezidenta Tomáše Garrigua Masaryka.
Je známé především díky svému pravidelnému čtvercovému tvaru obklopeného podloubím. Patří do Městské památkové rezervace. V roce 2015 získalo ocenění “Nejkrásnější náměstí”.

## Významné památky
- Stará pošta
- Radnice
- Laudonův dům
- Sloup se sochou Panny Marie a kašnou[3]

## Vývoj názvu náměstí
- 1865 – Am Ringe, Ringplatz
- 1879 – Stadtplatz
- 1915 – Kaiser Franz Josefplatz
- 1918 – Stadtplatz
- 28. 6. 1934 – Masarykovo náměstí
- 15. 10. 1938 – Adolf-Hitler-Platz
- 1945 – Masarykovo náměstí
- 23. 9. 1952 – Leninovo náměstí
- 1989 – Masarykovo náměstí[4]